# Canton de Saint-Julien-Chapteuil
Le canton de Saint-Julien-Chapteuil est une ancienne division administrative française, située dans le département de la Haute-Loire et la région Auvergne.

## Composition
Le canton de Saint-Julien-Chapteuil groupait huit communes :
- Lantriac : 1 597 habitants
- Montusclat : 124 habitants
- Le Pertuis (Lo Pertús): 375 habitants
- Queyrières : 285 habitants
- Saint-Étienne-Lardeyrol (Sant Estève): 611 habitants
- Saint-Hostien (Sant Ostian): 578 habitants
- Saint-Julien-Chapteuil : 1 804 habitants
- Saint-Pierre-Eynac (Sant Pèire-Aenac): 847 habitants

## Histoire
Le canton a été supprimé en mars 2015 à la suite du redécoupage des cantons du département :
- Le Pertuis, Queyrières, Saint-Étienne-Lardeyrol, Saint-Hostien, Saint-Julien-Chapteuil et Saint-Pierre-Eynac : canton d'Emblavez-et-Meygal ;
- Lantriac, Montusclat : canton de Mézenc.

## Représentation

### Conseillers généraux de 1833 à 2015
| Période                        | Identité                                               | Parti           | Qualité |
| ------------------------------ | ------------------------------------------------------ | --------------- | --- |
| 1833-1839                      | Jean-François Mauras                                   |                 | Notaire, ancien maire de Saint-Julien (1813-1829) Propriétaire au Puy                                           |
| 1839-1845                      | Marie Gabriel Prosper Brunel de Bonneville (1800-1879) |                 | Propriétaire au Puy et à Saint-Pierre-Eynac                                                                     |
| 1845-1848                      | Auguste Porral                                         |                 | Médecin au Puy                                                                                                  |
| 1848-1852                      | Léon Mauras                                            | Républicain     | Propriétaire au Puy                                                                                             |
| 1852-1864                      | Aimé Crouzet-Lacombe (1820-1895)                       |                 | Negociant, rentier, propriétaire du château de Chamblas, maire de Saint-Étienne-Lardeyrol                       |
| 1864-1871                      | Auguste Jean-Pierre Mathieu (1820-1905)                |                 | Notaire, rentier, maire de Saint-Julien-Chapteuil                                                               |
| 1871-1874                      | Joseph de Sanhard                                      |                 | Notaire à Saint-Julien-Chapteuil, maire de Lantriac                                                             |
| 1874-1888 (démission)          | Léon Mauras                                            | Républicain     | Notaire au Puy                                                                                                  |
| 1888-1890 (démission d'office) | Tony Touchebeuf de Lussigny                            |                 | Notaire au Puy                                                                                                  |
| 1890-1898                      | Barthélemy Lucien Théophile Croze                      | Républicain     | Notaire à Saint-Pierre-Eynac                                                                                    |
| 1898-1904                      | Jacques Jules Mauras                                   | Républicain     | Maire de Saint-Julien-Chapteuil (1897-1904)                                                                     |
| 1904-1910                      | Camille Sabatier                                       | Rad.            | Maire de Saint-Julien-Chapteuil (1904-1908), conseiller d'arrondissement                                        |
| 1910-1925                      | Auguste Vernet                                         | Républicain     | Négociant Maire de Saint-Julien-Chapteuil (1908-1925), conseiller d'arrondissement                              |
| 1925-1940                      | Claude Bouilhol                                        | RG              | Maire de Saint-Julien-Chapteuil (1925-1935)                                                                     |
|                                |                                                        |                 | |
| 1942-1945                      | Jean Barriol                                           | PAPF            | Conseiller d'arrondissement, maire de Saint-Julien-Chapteuil (1935-1944) Nommé conseiller départemental en 1942 |
|                                |                                                        |                 | |
| 1945-1955                      | Gabriel Layes (1911-1979)                              | Rad.            | Garagiste mécanicien Maire de Saint-Julien-Chapteuil (1944-1947)                                                |
| 1955-1967                      | Louis Boyer (1896-1978)                                | DVD             | Industriel Maire de Saint-Julien-Chapteuil (1947-1959)                                                          |
| 1967-1992                      | René Parrat (1918-2011)                                | RI puis UDF-CDS | Directeur commercial de France-Lait, à Lyon                                                                     |
| 1992-1998                      | Jean Roche                                             | UDF             | Directeur administratif d'associations Adjoint au Maire du Puy-en-Velay                                         |
| 1998-2011                      | André Raveyre                                          | DVG             | Retraité des PTT Maire de Saint-Julien-Chapteuil (1994-2008)                                                    |
| 2011-2015                      | Raymond Abrial                                         | DVG             | Agent technique Maire de Saint-Pierre-Eynac                                                                     |

### Conseillers d'arrondissement (de 1833 à 1940)
| Période                                  | Période | Identité                    | Étiquette   | Qualité |
| ---------------------------------------- | ------- | --------------------------- | ----------- | --- |
| 1833                                     | 1845    | M. Gervais                  |             | Propriétaire à Lantriac                                                                                     |
| 1845                                     | 1848    | Hippolyte Croze (1801-1880) |             | Notaire, maire de Saint-Pierre-Eynac                                                                        |
|                                          |         |                             |             | |
| 1897                                     | 1904    | Camille Sabatier            | Radical     | Propriétaire à Saint-Julien-Chapteuil                                                                       |
|                                          |         |                             |             | |
| 1907                                     | 1910    | Auguste Vernet              |             | Négociant, maire de Saint-Julien-Chapteuil (1908-1925)                                                      |
|                                          |         |                             |             | |
| 1913                                     | 1925    | Jean-Pierre Habouzit        | Républicain | Agriculteur, maire de Lantriac                                                                              |
| 1925                                     | 1931    | M. Chapuis                  |             | |
| 1931                                     | 1937    | Louis Monchalin             | Républicain | Maire de Queyrières                                                                                         |
| 1937                                     | 1940    | Jean Barriol                | PAPF        | Maire de Saint-Julien-Chapteuil                                                                             |
| 1940                                     |         |                             |             | Les conseils d'arrondissement ont été suspendus par la loi du 12 octobre 1940 et n'ont jamais été réactivés |
| Les données manquantes sont à compléter. |         |                             |             | |

## Démographie
| 1962  | 1968  | 1975  | 1982  | 1990  | 1999  | 2006  | 2011  | 2012  |
| ----- | ----- | ----- | ----- | ----- | ----- | ----- | ----- | ----- |
| 5 552 | 5 219 | 4 933 | 5 214 | 5 725 | 6 221 | 6 722 | 7 063 | 7 128 |